# Charaxes geminus
Charaxes geminus är en fjärilsart som beskrevs av Rothschild och Jordan 1900. Charaxes geminus ingår i släktet Charaxes och familjen praktfjärilar. Inga underarter finns listade i Catalogue of Life.